# Ilia Isorelýs Paulino

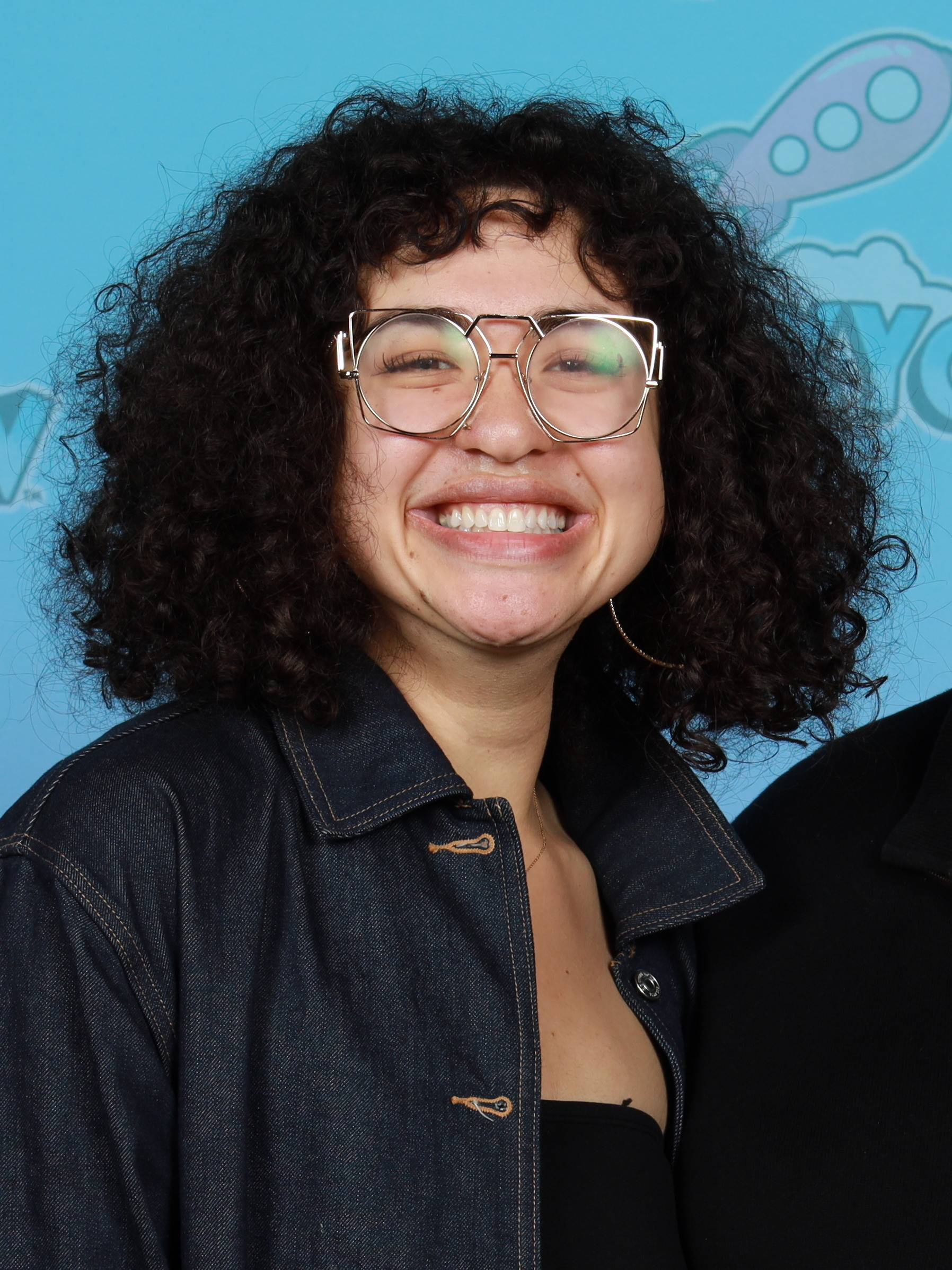
Ilia Isorelýs Paulino (2025)

Ilia Isorelýs Paulino (* 26. März 1995 in Lawrence, Massachusetts, USA) ist eine US-amerikanische Theater- und Filmschauspielerin.

## Leben
Paulino wurde am 26. März 1995 als Tochter dominikanischer Eltern geboren. Sie beschreibt auch aufgrund ihres starken spanischen Akzents ihren Weg zur Schauspielerei als kompliziert. Als sie 13 Jahre alt war, ging sie gemeinsam mit einem Freund zum Vorsprechen für das Theaterstück Die schöne und das Biest. Sie erhielt daraufhin die Hauptrolle des Biestes. Sie machte ihre ersten schauspielerischen Erfahrungen in einer Filmproduktion im Kurzfilm Innovation. Im Frühjahr 2020 machte sie ihren Abschluss an der David Geffen School of Drama at Yale University. 2021 folgte eine Nebenrolle in der Filmproduktion Queenpins. Seit demselben Jahr spielt sie in der Fernsehserie The Sex Lives of College Girls die Rolle der Lila. Anfang März 2022 wurde bekannt, dass sie die Piratenkapitänin Alvida im Netflix-Original One Piece verkörpern wird.
Ihre Schwester Noemi Paulino ist ebenfalls aufstrebende Schauspielerin.

## Filmografie (Auswahl)

### Filme
- 2013: Innovation (Kurzfilm)
- 2021: Queenpins: Kriminell günstig! (Queenpins)
- 2023: Family Switch
- 2024: Rettet Bikini Bottom: Der Sandy Cheeks Film (Saving Bikini Bottom: The Sandy Cheeks Movie)

### Serien
- 2021–2024: The Sex Lives of College Girls (Fernsehserie, 17 Episoden)
- 2023: One Piece (Fernsehserie, 2 Episoden)

## Theater (Auswahl)
- 2015: Rapunzel, Pennsylvania Shakespeare Festival, DeSales University Schubert Theater
- 2015: Pericles, Pennsylvania Shakespeare Festival, DeSales University Schubert Theater
- 2016: The Little Mermaid, Pennsylvania Shakespeare Festival, DeSales University Schubert Theater
- 2016: Julius Caesar, Pennsylvania Shakespeare Festival, DeSales University Schubert Theater
- 2016: The Taming of the Shrew, Pennsylvania Shakespeare Festival, DeSales University Main Stage
- 2017: The Ice Princess, Pennsylvania Shakespeare Festival, DeSales University Schubert Theater
- 2017: Evita, Pennsylvania Shakespeare Festival, DeSales University Main Stage
- 2017: The Three Musketeers, Pennsylvania Shakespeare Festival, DeSales University Main Stage
- 2017: As You Like It, Pennsylvania Shakespeare Festival, DeSales University Main Stage
- 2019: Twelfth Night, Yale Repertory Theatre, University Theatre
- 2019: Anthony And Cleopatra, Pennsylvania Shakespeare Festival, DeSales University Main Stage
- 2019: Private Lives, Pennsylvania Shakespeare Festival, DeSales University Main Stage Theatre